# طاووسک سینه‌سفید
طاووسک سینه‌سفید (نام علمی: Amaurornis phoenicurus) نام یک گونه از تیره یلوگان است.
این گونه در آسیای جنوب شرقی و شبه‌قاره هند حضور دارد. روتنه این پرنده سیاه‌رنگ با پایین‌تنه‌ای سفید رنگ است. زیستگاه این گونه مرداب‌های آسیا در ایران، پاکستان، مالدیو، هند، بنگلادش، سری‌لانکا تا جنوب جمهوری خلق چین، فیلیپین، و اندونزی یافت می‌شود. این پرندگان در استان‌های سیستان و بلوچستان، هرمزگان و بوشهر واقع در ایران مشاهده می‌شود.